# 横浜市立一本松小学校
横浜市立一本松小学校（よこはましりつ いっぽんまつしょうがっこう）とは、横浜市西区西戸部町1丁目にある公立小学校。本校と老松中学校・東小学校・戸部小学校の4校で、「老松中ブロック」を構成し、「横浜型小中一貫教育」を行っている。

## 沿革
出典
- 1911年（明治44年）4月 - 横浜市立尋常高等一本松小学校として開校。しかし、校舎建設が間に合わず、4小学校を間借りする。
- 1912年（明治45年）1月27日 - 木造2階建て新校舎落成挙行。この日（1月27日）を、正式な開校記念日と定め、校章の制定日とする。
- 1923年（大正12年）
  - 時期不明 - 横浜市一本松尋常高等小学校と改称。
  - 9月1日 - 12時頃に発生した関東大震災により、校舎が被災。
  - 時期不明 - 関東大震災での被災校舎が補修される。
- 1926年（大正15年） - 講堂兼屋内体操場ができる。
- 1930年（昭和5年） - 横浜市一本松尋常小学校と改称。
- 1937年（昭和12年） - 校歌制定。
- 1941年（昭和16年） - 国民学校令により、一本松国民学校と改称。
- 1944年（昭和19年） - 集団疎開壮行式を行う。
- 1945年（昭和20年） - 横浜大空襲により、校舎焼失。
- 1947年（昭和22年）
  - 4月1日 - 学制改革により、横浜市立一本松小学校と改称。
  - 5月1日 - 戸部小学校に統合され、休校となる。
- 1950年（昭和25年） - 横浜市立戸部小学校一本松分校として、一部新校舎に移る。
- 1952年（昭和27年）
  - 1月8日 - 横浜市立一本松小学校と改称し、戸部小学校より分離独立する（17学級・860名）。
  - 6月20日 - 独立開校式挙行。
  - 時期不明 - 校舎増築工事が1958年（昭和33年）まで行われる。
- 1959年（昭和34年） - 火災により14教室焼失。
- 1960年（昭和35年） - 鉄筋校舎完成。
- 1961年（昭和36年）1月27日 - 創立50周年記念式典挙行し、祝賀会開催。校旗が再び作られる。
- 1977年（昭和52年） - 木造校舎改築工事着工。
- 1991年（平成3年） - 体育館完成。
- 1993年（平成5年） - 北校舎改築工事着工。
- 2001年（平成13年） 
  - 2月3日 - 創立90周年記念式典挙行し、祝賀会開催。
  - 時期不明 - 給食調理室竣工、校庭改修工事。
- 2002年（平成14年） - 南校舎3階5教室床フローリング化工事。
- 2003年（平成15年） - 耐震補強工事実施。
- 2011年（平成23年）11月12日 - 創立100周年記念式典挙行し、祝賀会開催。

## 学校教育目標
一本にまっすぐつながる一本松
- 「いっ」…いっぱいかかわる子ども
- 「ぽん」…本気でがんばる子ども
- 「ま」…まちを愛する子ども
- 「つ」…つみかさねながら学ぶ子ども

## 通学区域と進学先中学校
出典

### 通学区域
- 西区
  - 霞ケ丘（1番地～10番地、30番地～110番地）
  - 境之谷（1番地～53番地）
  - 西戸部町1丁目（1番地～116番地）
  - 西戸部町2丁目（193番地～251番地）
  - 藤棚町2丁目（177番地～197番地）

### 進学先中学校
公立中学校に進学する場合
- 横浜市立老松中学校

## アクセス
- 横浜市営バス89系統「ぶらり野毛山動物園BUS」で、終点「一本松小学校前」バス停下車。
- 上述の市営バス89系統で、終点「一本松小学校前」バス停まで、
  - 桜木町駅前から、10分～14分。
  - 横浜駅前から、19分～23分。

## 学校周辺
- ローソン横浜霞ヶ丘店
- 横浜留学生会館
- 西戸部町二丁目公園
- 野毛山動物園